# Temporada 2022 del GT-CER
La Temporada 2022 del GT-CER incluye las temporadas 2022 del Campeonato de España de GT y del Campeonato de España de Resistencia. Tras las dudas sobre la continuidad de los campeonatos generadas durante 2021 debido a la baja inscripción recibida y a pesar de la cancelación del test de pretemporada 2022 debido al bajo números de preinscritos y a la huelga de transportistas, el campeonato arrancó finalmente en el Circuit Ricardo Tormo gracias entre otras cosas a la apuesta de BMW Motorsport España, la Escudería Faraón y algunos nuevos pilotos internacionales por el campeonato.
Las principales novedades para esta temporada son la definitiva desaparición de la clase TCR, la reestructuración de las clases del campeonato de GTs y el cambio del presidente del comité organizador, donde tras más de 15 años al frente, Francesc Gutiérrez deja el cargo en favor de Guillem Pérez Chertó. Además y tras ciertos roces ocurridos durante la temporada anterior, las rondas dejan de disputarse dentro del Racing Weekend de la RFEDA.

## Cuadro de honor
| Campeonato de España de GT                                   | Campeonato de España de GT            | Campeonato de España de GT |
| ------------------------------------------------------------ | ------------------------------------- | -------------------------- |
| Jose F. F. Mora & Francisco E. F. Abreu Porsche 991 Cup Gen2 |                                       |                            |
| GT Clase 1                                                   | GT Clase 2                            |                            |
| Cor Euser                                                    | Jose F. F. Mora Francisco E. F. Abreu |                            |
| GTX                                                          | GPR                                   |                            |
| Cor Euser                                                    | Francesc Gutiérrez                    |                            |

| CER Clase 1                                  | CER Clase 1                                  | CER Clase 2                       | CER Clase 2                       | CER Clase 2                       |
| -------------------------------------------- | -------------------------------------------- | --------------------------------- | --------------------------------- | --------------------------------- |
| José Manuel de los Milagros BMW M2 CS Racing | José Manuel de los Milagros BMW M2 CS Racing | Henk Van Zoest Renault Clio Cup V | Henk Van Zoest Renault Clio Cup V | Henk Van Zoest Renault Clio Cup V |
| División 1                                   | División 2                                   | División 3                        | División 4                        | División 5                        |
| José M. de los Milagros                      | Óscar Plazio Carlos Plazio                   | Smörg Francisco J. Macías         | Álvaro Rodríguez José Luis López  | Henk Van Zoest                    |

## Calendario
| Ronda | Duración (+1 v.) | Circuito                           | Fecha            |
| ----- | ---------------- | ---------------------------------- | ---------------- |
| 1     | 48'              | Circuito Ricardo Tormo             | 27 de marzo      |
| 1     | 48'              | Circuito Ricardo Tormo             | 27 de marzo      |
| 2     | 48'              | Autódromo Internacional do Algarve | 30 de abril      |
| 2     | 48'              | Autódromo Internacional do Algarve | 1 de mayo        |
| 3     | 48'              | Motorland Aragón                   | 26 de junio      |
| 3     | 48'              | Motorland Aragón                   | 26 de junio      |
| 4     | 2h               | Circuito de Jerez                  | 18 de septiembre |
| 5     | 48'              | Circuito de Navarra                | 22 de octubre    |
| 5     | 48'              | Circuito de Navarra                | 23 de octubre    |
| 6     | 2h               | Circuito de Cataluña               | 27 de noviembre  |

## Campeonato de España de GT
| Pos                                       | Piloto                                | Escudería               | Coche                 | Cat.   | CRT | CRT   | ALG | ALG | ARA | ARA | JER | NAV | NAV | CAT | Retención      | Pts   |
| ----------------------------------------- | ------------------------------------- | ----------------------- | --------------------- | ------ | --- | ----- | --- | --- | --- | --- | --- | --- | --- | --- | -------------- | ----- |
| 1                                         | Jose F. F. Mora Francisco E. F. Abreu | Veloso Motorsport       | Porsche 991 Cup Gen2  | C2-PC  | 2   | 2     | 2   | 3   | 2   | 4   | 2   | 1   | 1   |     |                | 384   |
| 2                                         | Cor Euser                             | Cor Euser Racing        | Mac Car               | C1-GPX | 3   | 3     | 1   | 2   | Ret | 1   | 1   | 2   | 3   | 1   |                | 302   |
| 3                                         | Pablo Yeregui Daniel Carretero        | Club Deportivo DAGO     | Porsche 991 Cup Gen2  | C2-PC  | 4   | 4     | 5   | 5   | 3   | 7   | 3   | 3   | Ret | Ret |                | 240   |
| 4                                         | Francesc Gutiérrez                    | Pcr Sport               | Ligier JS2R           | C2-GPR | 7   | 8     | 9   | 9   | 12  | 10  | 7   | 8   | 7   | 9   | (248,4 - 14,4) | 234   |
| 5                                         | Pablo Bras                            | Escudería Faraón        | Porsche 991 Cup Gen1  | C2-PC  | 5   | 7     | Ret | 7   | 6   | 6   | 4   |     |     |     |                | 218   |
| 5                                         | Pablo Bras                            | Escudería Faraón        | Porsche 992 Cup       | C2-PC  |     |       |     |     |     |     |     | 5   | 5   | 6   |                | 218   |
| 6                                         | Antonio Sainero                       | Escudería Faraón        | Ferrari 458 Challenge | C1-GPX | 6   | 6     | 6   | 6   | WD  | WD  |     |     |     |     |                | 204,4 |
| 6                                         | Antonio Sainero                       | E2P Racing              | Porsche 991 Cup Gen2  | C2-PC  |     |       |     |     |     |     | 6   | 9   | 2   | 2   |                | 204,4 |
| 7                                         | Fernando González                     | Escudería Faraón        | Porsche 991 Cup Gen1  | C2-PC  | 5   | 7     | Ret | 7   |     |     | 4   |     |     |     |                | 182   |
| 7                                         | Fernando González                     | Escudería Faraón        | Porsche 992 Cup       | C2-PC  |     |       |     |     |     |     |     | 5   | 5   | 6   |                | 182   |
| 8                                         | Marc Carol                            | Pcr Sport               | Ferrari 458           | C1-GT3 | 1   | 1     | 7   | 1   | 1   | 3   | WD  |     |     |     |                | 176   |
| 8                                         | Josep Mayola                          | Pcr Sport               | Ferrari 458           | C1-GT3 | 1   | 1     | 7   | 1   | 1   | 3   | WD  |     |     |     |                | 176   |
| 8                                         | Porsche 996 GT3                       | Pcr Sport               | C1-GT3                |        |     |       |     |     |     |     |     |     | Ret |     |                | 176   |
| 9                                         | Pierre Arraou                         |                         | Audi R8 GT4           | C2-GPR | 10  | 11    | 10  | 10  | 11  | 11  |     | 10  | DNS | 7   |                | 161,4 |
| 10                                        | Ana Sainero                           | E2P Racing              | Porsche 991 Cup Gen2  | C2-PC  |     |       |     |     | 5   | Ret | 6   | 9   | 2   |     |                | 148   |
| 11                                        | Luis Recuenco                         | GPR Sport               | Porsche 991 Cup Gen1  | C2-PC  | 11  | 5     |     |     | 7   | 2   |     |     |     | 3   |                | 140   |
| 12                                        | Álvaro Fontes                         | Escudería Faraón        | Ferrari 458 Challenge | C1-GPX | 6   | 6     | 6   | 6   | WD  | WD  |     |     |     |     |                | 134,4 |
| 12                                        | Álvaro Fontes                         | Escudería Faraón        | Porsche 991 Cup Gen1  | C2-PC  |     |       |     |     |     |     |     | 4   | 4   |     |                | 134,4 |
| 12                                        | Álvaro Fontes                         | Escudería Faraón        | Renault RS01          | C1-GPX |     |       |     |     |     |     |     |     |     | Ret |                | 134,4 |
| 13                                        | Agustín Sanabria                      | Escudería Faraón        | Renault RS01          | C1-GPX |     | 132,6 |     |     |     |     |     |     |     | Ret |                |       |
| 13                                        | Agustín Sanabria                      | Escudería Faraón        | Renault Mégane Trophy | C2-GPR | 9   | 132,6 | 10  | 8   | 11  | 9   | 8   | Ret | DNS | WD  |                |       |
| 13                                        | Ángel Santos                          | Escudería Faraón        | Renault Mégane Trophy | C2-GPR | 9   | 132,6 | 10  | 8   | 11  | 9   | 8   | Ret | DNS | WD  |                |       |
| 14                                        | José A. Monroy                        | P21 Motorsport          | Porsche 991 Cup Gen1  | C2-PC  |     |       | 4   | 4   | 4   | 5   |     |     |     |     |                | 114   |
| 15                                        | Juan Andújar                          | Pcr Sport               | Ligier JS2R           | C2-GPR | 7   | 8     | 9   | 9   |     |     |     |     |     |     |                | 111   |
| 16                                        | Dan Jiménez                           | Pcr Sport               | Ligier JS2R           | C2-GPR |     |       |     |     | 12  | 10  | 7   |     |     | 9   |                | 99,2  |
| 17                                        | Mirco Van Nostrum                     | Escudería Faraón        | Porsche 991 Cup Gen1  | C2-PC  |     |       |     |     |     |     |     | 4   | 4   | Ret |                | 56    |
| 18                                        | Ricardo Costa                         | P21 Motorsport          | Porsche 991 Cup Gen2  | C2-PC  |     |       |     |     | 8   | Ret | 5   | 7   | DNS |     |                | 53    |
| 19                                        | Jaume Font Alba Cano                  | Pcr Sport               | Ligier JS2R           | C2-GPR | 8   | 9     |     |     |     |     |     |     |     |     |                | 49    |
| 20                                        | Pedro Marreiros Pablo Pinheiro        | Parkalgar Racing Team   | Porsche 991 Cup Gen1  | C2-PC  |     |       | 3   | 8   |     |     |     |     |     |     |                | 47    |
| 21                                        | Miguel López Guillen                  | Escudería Faraón        | Porsche 991 Cup Gen1  | C2-PC  |     |       |     |     | 6   | 6   |     |     |     |     |                | 36    |
| 22                                        | Philippe Gruau                        |                         | Vortex V8             | C1-GPX |     |       |     |     |     |     |     | 6   | 6   | DNS |                | 34,4  |
| 23                                        | Jean Roche                            | Parkalgar Racing Team   | Porsche 991 Cup Gen1  | C2-PC  |     |       | 11  | 12  | 10  | 9   |     |     |     |     |                | 33    |
| 24                                        | José Carlos Pires                     | P21 Motorsport          | Porsche 991 Cup Gen2  | C2-PC  |     |       |     |     | 8   | Ret | 5   |     |     |     |                | 30    |
| 25                                        | Javier Escobar                        | E2P Racing              | Porsche 991 Cup Gen2  | C2-PC  |     |       |     |     | 5   | Ret |     |     |     |     |                | 22    |
| 26                                        | Guillermo Aso                         | Pcr Sport               | Ligier JS2R           | C2-GPR |     |       |     |     |     |     |     | 8   | 7   |     |                | 21,2  |
| 27                                        | Solenn Amrouche                       |                         | Vortex V8             | C1-GPX |     |       |     |     |     |     |     | 6   | 6   |     |                | 17,2  |
| 27                                        | Wilson Pereira jr.                    | P21 Motorsport          | Porsche Cayman GT4    | C2-GPR |     |       | Ret | 13  |     |     |     |     |     |     |                | 14    |
|                                           | Albert Estragués                      | Escudería Costa Daurada | TransAm Euro          | C1-GPX | Ret | DNS   |     |     |     |     |     |     |     |     |                | 0     |
|                                           | José M. Da Silva                      |                         | Porsche 997 GT3 Cup   | C1-GPX | Ret | DNS   |     |     |     |     |     |     |     |     |                | 0     |
| Pilotos no aptos para puntuar ni bloquear |                                       |                         |                       |        |     |       |     |     |     |     |     |     |     |     |                |       |
|                                           | Nil Montserrat Jesús A. De Martín     | NM Racing Team          | Mercedes AMG GT4      | C2-GPR |     |       |     |     |     |     |     |     |     | 4   |                | 0     |
|                                           | Lorenzo Mendieta Jordi Fuset          | Motor Club Sabadell     | Porsche Cayman GT4    | C2-GPR |     |       |     |     |     |     |     |     |     | 5   |                | 0     |
|                                           | Frédéric Billon                       |                         | Audi R8 GT4           | C2-GPR |     |       |     |     |     |     |     |     |     | 7   |                | 0     |
|                                           | Jase Gleichberg                       | GPR Sport               | Ligier JS2R           | C2-GPR |     |       |     |     |     |     |     |     |     | 8   |                | 0     |
|                                           | Arnaud Gomez                          |                         | Vortex V8             | C1-GPX |     |       |     |     |     |     |     |     |     | DNS |                | 0     |

| Color     | Resultado                                                               |
| --------- | ----------------------------------------------------------------------- |
| Oro       | Ganador                                                                 |
| Plata     | 2.ª plaza                                                               |
| Bronce    | 3.ª plaza                                                               |
| Verde     | Finalizó en los puntos                                                  |
| Azul      | Finalizó sin puntos                                                     |
| Azul      | NC - No clasificado                                                     |
| Violeta   | Ret - No terminó (Carrera)                                              |
| Rojo      | DNQ - No se clasificó                                                   |
| Negro     | DSQ - Descalificado                                                     |
| Blanco    | DNS - No empezó (carrera)                                               |
| Blanco    | WD - Retirado (fin de semana)                                           |
| Blanco    | C - Carrera cancelada                                                   |
| Sin color | DNP - Inscrito pero no participó                                        |
| Sin color | INJ - Lesionado                                                         |
| Sin color | EX - Excluido                                                           |
| Estado    | Resultado                                                               |
| Negrita   | Pole position                                                           |
| Cursiva   | Vuelta rápida                                                           |
| †         | Abandona, pero clasifica al completar el porcentaje requerido para ello |

## Campeonato de España de Resistencia
Clase 1
| Pos                                       | Piloto                            | Escudería                       | Coche            | CRT | CRT | ALG | ALG | ARA | ARA | JER | NAV | NAV | CAT | Retención    | Pts   |    |
| D1                                        | D1                                | D1                              | D1               | D1  | D1  | D1  | D1  | D1  | D1  | D1  | D1  | D1  | D1  | D1           | D1    | D1 |
| ----------------------------------------- | --------------------------------- | ------------------------------- | ---------------- | --- | --- | --- | --- | --- | --- | --- | --- | --- | --- | ------------ | ----- | -- |
| 1                                         | José Manuel de los Milagros       | BMW España Promotion Motorsport | BMW M2 CS Racing | 1   | 2   | 1   | DNS | 1   | 1   | 1   | 1   | 1   | 3   | (292 - 24)   | 268   |    |
| 2                                         | Nerea Martí                       | BMW España Promotion Motorsport | BMW M2 CS Racing | 1   | 2   | 1   | DNS | 1   | 1   |     | 1   | 1   | 3   |              | 245,2 |    |
| 3                                         | Jorge M. Pereira Pedro A. Pereira |                                 | Audi RS3 LMS SEQ | 2   | 1   | 2   | 1   | 2   | 3   | 2   | DSQ | DNS | 2   | (237,6 - 20) | 217,6 |    |
| 4                                         | Vicente Dasí                      | PCR Sport                       | CUPRA TCR        | Ret | 3   |     |     | 3   | 2   |     | 2   | 2   | Ret |              | 127,6 |    |
| 5                                         | Josep Parera                      | PCR Sport                       | CUPRA TCR        | Ret | 3   |     |     |     |     | 3   | 2   | 2   | Ret |              | 119,6 |    |
| 6                                         | Harriet Arruabarrena              | PCR Sport                       | CUPRA TCR        |     |     |     |     | 3   | 2   | 3   |     |     |     |              | 83,2  |    |
| 7                                         | Miguel Gómez Pedro M. Silvero     | Escudería Faraón                | BMW M2 CS Racing |     |     |     |     |     |     |     | 3   | 3   | 5   |              | 51,2  |    |
| 8                                         | Sergio Paulet                     | BMW España Promotion Motorsport | BMW M2 CS Racing |     |     |     |     |     |     | 1   |     |     |     |              | 46,8  |    |
| 9                                         | Álvaro Fontes Pablo Bras          | Escudería Faraón                | BMW M2 CS Racing |     |     |     |     |     |     | 4   |     |     |     |              | 32,4  |    |
| Pilotos no aptos para puntuar ni bloquear |                                   |                                 |                  |     |     |     |     |     |     |     |     |     |     |              |       |    |
|                                           | Jordi Gené Eric Gené              | Monlau Competición              | CUPRA TCR        |     |     |     |     |     |     |     |     |     | 1   |              |       |    |
|                                           | Patrick Bay Berta Ràfols          | Monlau Competición              | CUPRA TCR        |     |     |     |     |     |     |     |     |     | 4   |              |       |    |
| D2                                        |                                   |                                 |                  |     |     |     |     |     |     |     |     |     |     |              |       |    |
| 1                                         | Oscar Plazio Carlos Plazio        | Chefo Sport Jr                  | Peugeot 308 Cup  | 2   | 1   | 2   | 1   | 1   | 1   | 1   | 1   | 1   |     |              | 197,2 |    |
| 2                                         | Fiona James                       |                                 | BMW M3           | 1   | 2   | 1   | 2   |     |     |     |     |     |     |              | 91,2  |    |

Clase 2
| Pos                                       | Piloto                            | Escudería                       | Coche                | CRT | CRT | ALG | ALG | ARA | ARA | JER | NAV | NAV | CAT | Retención      | Pts   |    |
| D3                                        | D3                                | D3                              | D3                   | D3  | D3  | D3  | D3  | D3  | D3  | D3  | D3  | D3  | D3  | D3             | D3    | D3 |
| ----------------------------------------- | --------------------------------- | ------------------------------- | -------------------- | --- | --- | --- | --- | --- | --- | --- | --- | --- | --- | -------------- | ----- | -- |
| 1                                         | Smörg Francisco J. Macías         | BMW Promotion Motorsport España | BMW M2 CS Racing     | 2   | 1   | 1   | 1   | 2   | 2   | 1   | 1   | 2   | 2   | (242,4 - 43,2) | 199,2 |    |
| 2                                         | Hector Hernández Borja Hormigos   | RACE                            | BMW M240i Racing     | 1   | 2   | 2   | Ret | 1   | 1   | 2   | 2   | 1   | 1   | (220,8 - 21,6) | 199,2 |    |
| D4                                        |                                   |                                 |                      |     |     |     |     |     |     |     |     |     |     |                |       |    |
| 1                                         | Álvaro Rodríguez José Luis López  | CD Plemar Sport                 | Renault Clio Cup IV  | 2   | 2   |     |     | 1   | 1   | 1   | 1   | 1   | 2   |                | 199,6 |    |
| 2                                         | Henk Van Zoest                    | Skualo Competición              | Renault Clio Cup IV  | 1   | 1   |     |     |     |     |     |     |     |     |                | 56    |    |
|                                           | Vicente Vallés                    | FRC Competición                 | Ford Fiesta 1.6      | Ret | Ret |     |     | Ret | DNS |     | Ret | Ret |     |                | 0     |    |
| Pilotos no aptos para puntuar ni bloquear |                                   |                                 |                      |     |     |     |     |     |     |     |     |     |     |                |       |    |
|                                           | Laurent Puitgmal Nicolas Le Naour | Club Jarama Sport               | Renault Clio Cup IV  |     |     |     |     |     |     |     |     |     | 1   |                |       |    |
| D5 (Open Michelin)                        |                                   |                                 |                      |     |     |     |     |     |     |     |     |     |     |                |       |    |
| 1                                         | Henk Van Zoest                    | Skualo Competición              | Renault Clio Cup V   |     |     | 1   | 2   | 3   | 4   | 1   | 1   | 1   | 2   |                | 266,4 |    |
| 2                                         | Juan Campos                       | Peña Autocross Arteixo          | Renault Clio Cup III | 1   | 2   | 2   | 4   | 2   | 1   | 3   | 3   | 3   | 1   | (308 - 46,8)   | 261,2 |    |
| 3                                         | Alejandro Iribas                  | Chefo Sport Jr                  | Renault Clio Cup V   | 2   | 1   |     |     | 1   | 2   | 2   | 2   | 2   | 3   |                | 258,4 |    |
| 4                                         | Santi Vallejo                     | Escudería Ourense               | Renault Clio Cup III | 3   | 3   | 4   | 1   | 4   | 3   |     |     |     |     |                | 158,4 |    |
| 5                                         | Jonathan Solis                    | Escudería Ourense               | Renault Clio Cup III | 3   | 3   |     |     | 4   | 3   |     |     |     |     |                | 100,8 |    |
| 6                                         | Mathieu Lannepoudenx              | Skualo Competición              | Renault Clio Cup V   |     |     |     |     |     |     |     | 1   | 1   |     |                | 72    |    |
| 7                                         | Dan Jiménez                       | Eficar Team                     | Honda Civic VTI      |     |     | 3   | 3   |     |     |     |     |     |     |                | 57,6  |    |
|                                           | José M. Sánchez Daniel Sánchez    | FRC Competición                 | Audi TT              |     |     |     |     | Ret | Ret |     | Ret | Ret |     |                | 0     |    |
| Pilotos no aptos para puntuar ni bloquear |                                   |                                 |                      |     |     |     |     |     |     |     |     |     |     |                |       |    |
|                                           | Nico Abella                       | Chefo Sport Jr                  | Renault Clio Cup V   |     |     |     |     |     |     |     |     |     | 3   |                |       |    |